# Белорусија на Зимским олимпијским играма 2018.
Белорусија учествује на Зимским олимпијским играма 2018. које се одржавају у Пјонгчанг у Јужној Кореји од 9. до 25. фебруара 2018. године. Олимпијски комитет Белорусије послао је 33 квалификованих спортиста у шест спортова. 

## Освајачи медаља

### Злато
- Ана Гускова — Слободно скијање, акробатски скокови
- Надежда Скардино, Ирина Кривко, Динара Алимбекова, Дарија Домрачева — Биатлон, штафета

### Сребро
- Дарија Домрачева — Биатлон, масовни старт

## Учесници по спортовима
| Спорт                           | Мушкарци | Жене | Укупно |
| ------------------------------- | -------- | ---- | ------ |
| Алпско скијање                  | 1        | 1    | 2      |
| Биатлон                         | 5        | 5    | 10     |
| Брзо клизање                    | 2        | 3    | 5      |
| Брзо клизање на кратким стазама | 1        | 0    | 1      |
| Скијашко трчање                 | 4        | 5    | 9      |
| Слободно скијање                | 3        | 3    | 6      |
| 6 спортова                      | 16       | 17   | 33     |